# Drosera paleacea
Drosera paleacea este o specie de plante carnivore din genul Drosera, familia Droseraceae, ordinul Caryophyllales, descrisă de Dc..
Este endemică în:
- Ashmore-Cartier Is..
- Western Australia.

## Subspecii
Această specie cuprinde următoarele subspecii:
- D. p. leioblastus
- D. p. paleacea
- D. p. roseana
- D. p. stelliflora
- D. p. trichocaulis

## Galerie

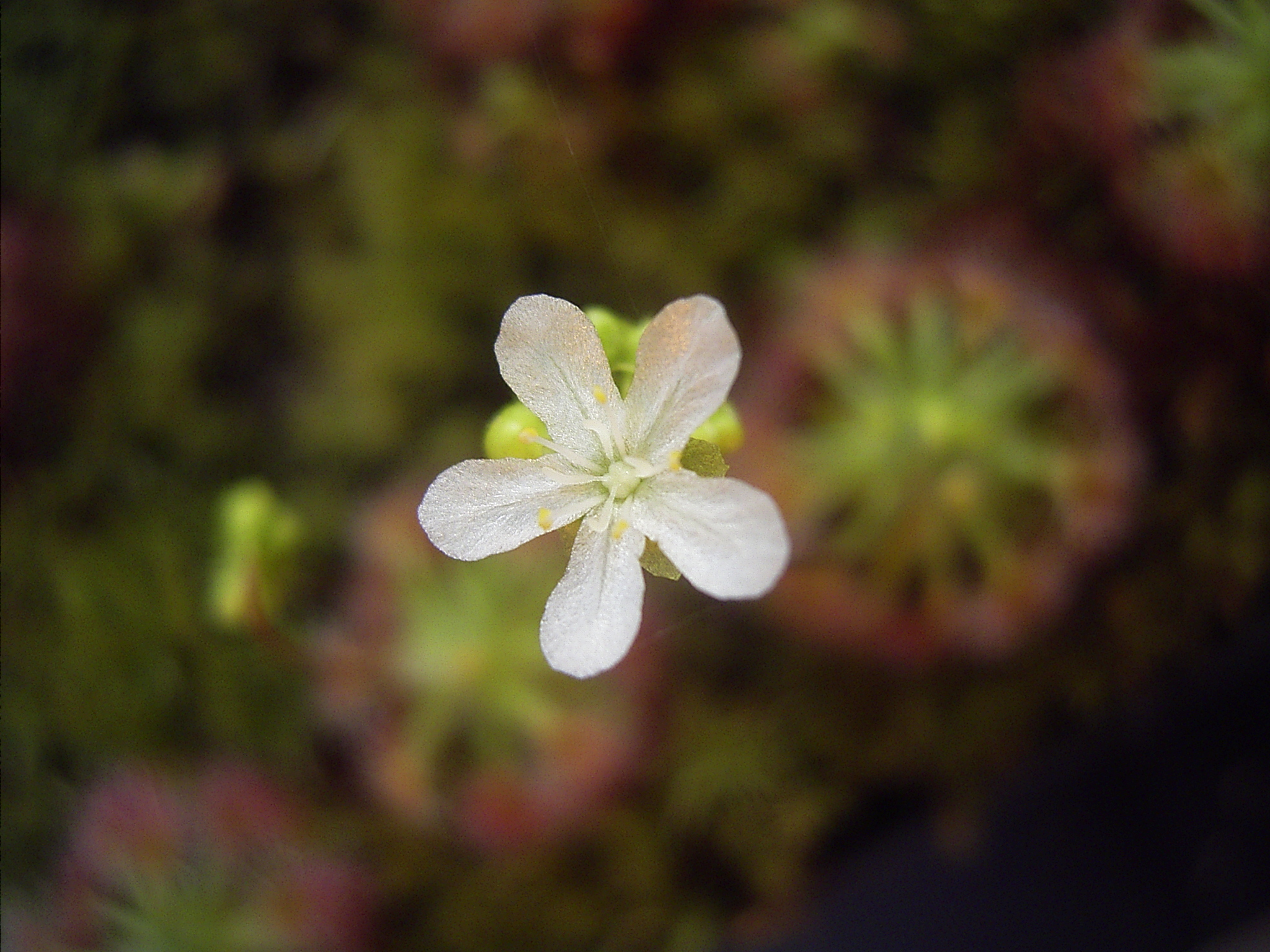
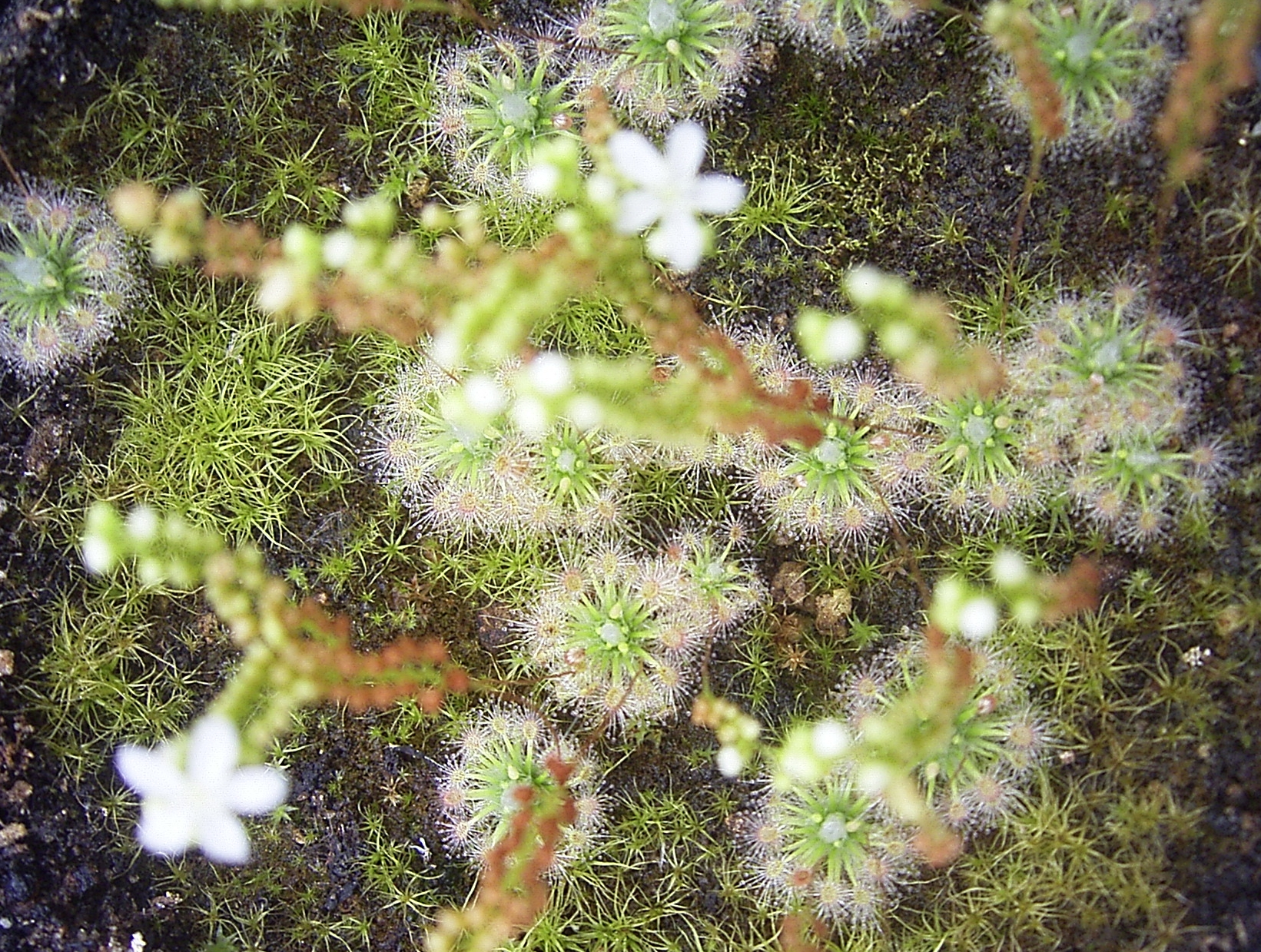
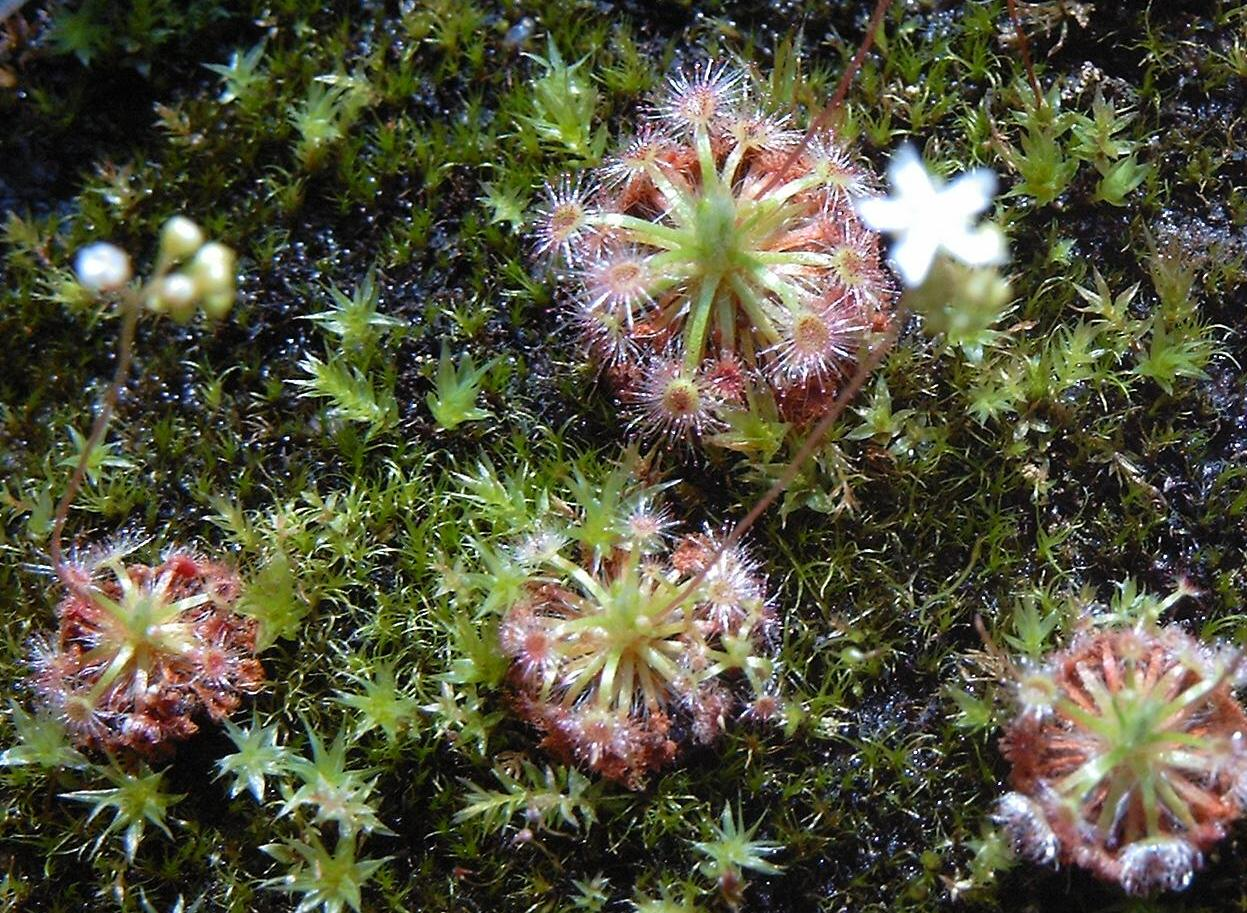
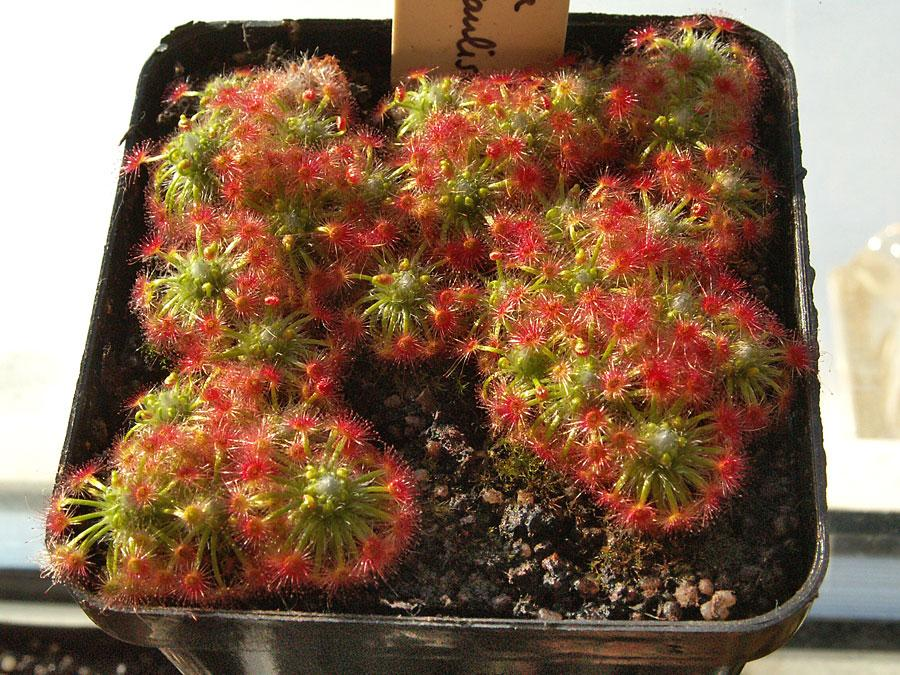
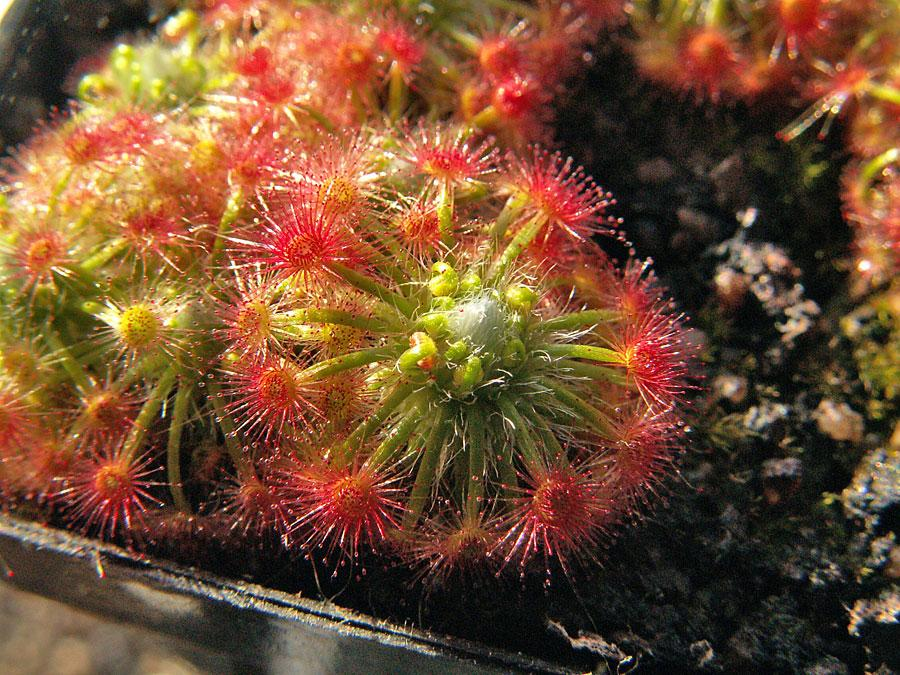